# Катериновка (Винницкая область)
Катериновка (укр. Катеринівка) — посёлок, входит в Казатинский район Винницкой области Украины.
Население по переписи 2001 года составляло 144 человека. Почтовый индекс — 22113. Телефонный код — 4342. Занимает площадь 0,191 км². Код КОАТУУ — 521481006.

## Местный совет
21113, Вінницька обл., Козятинський р-н, с.Вовчинець, вул.Леніна,72